# Kush (banda)
Kush fue un supergrupo de rap metal formado en el año 2000 en Los Ángeles, California. Lo integraban B-Real, de Cypress Hill, en las voces, Stephen Carpenter, de Deftones, a la guitarra, Christian Olde Wolbers, ex de Fear Factory, al bajo, y Raymond Herrera, también ex-Fear Factory, a la batería. 

## Trayectoria
El proyecto se anunció por primera vez en el 2000. Se eligió "Dr. Kush" como nombre alternativo en caso de que el nombre original de la banda ya estuviera en uso. En noviembre de 2000 se informó que se habían completado siete pistas. En 2001, B-Real expresó su interés en lanzar el álbum debut de la banda para el año siguiente o en 2003. Kush actuó en la quinta edición anual de Cypress Hill Smoke Out en 2002, abriendo con una canción titulada "Psycho Killer ", una de las diez pistas completas que se prepararon para un eventual álbum. B-Real declaró que la música de la banda es "diferente a cualquier otro tipo de rap-metal. Es un poco más agresiva. Y la forma en que lo ataco desde un punto de vista lírico es totalmente diferente de lo que hago con Cypress. Cypress es más callejero. Con Kush es un poco de todo". En abril de 2002 se informó que Kush había completado su álbum debut, pero que sería difícil de lanzar porque todos los miembros de la banda estaban firmados con diferentes sellos. En noviembre de 2002 se informó que el álbum no estaba terminado, pero que estaba casi terminado. Hasta la fecha, no se ha lanzado oficialmente ningún material de la banda, pero se han filtrado demos en varios sitios para compartir archivos.
En 2014, durante un AMA (preguntas y respuestas) de Reddit , B-Real indicó que el proyecto estaba estancado por "peleas de sellos discográficos".
El 11 de mayo del 2024, Kush Project anuncia desde su cuenta de instagram (Usuario: kush_band_official) su regreso hasta el 2025 (primera publicación), durante ese mes la banda comparte fotos del set de grabación entre los años 2000-2004.

## Miembros
- B-Real — voz
- Stephen Carpenter — guitarra
- Christian Olde Wolbers — bajo
- Raymond Herrera — batería